# Алессандро Мотті
Алессандро Мотті (італ. Alessandro Motti; нар. 21 лютого 1979) — колишній італійський тенісист.
Найвищу одиночну позицію світового рейтингу — 536 місце досяг 12 серпня 2004, парну — 91 місце — 14 вересня 2009 року.

## Фінали турнірів ATP за кар'єру

### Парний розряд: 1 (1 поразка)
| Легенда                                     |
| ------------------------------------------- |
| Турніри Великого шлему (0–0)                |
| Фінали Світового туру ATP (0–0)             |
| Серія Мастерс 1000 Світового Туру ATP (0–0) |
| Серія 500 Світового туру ATP (0–0)          |
| Серія 250 Світового туру ATP (0–1)          |

| Фінали за покриттям |
| ------------------- |
| Тверде (0–0)        |
| Ґрунт (0–1)         |
| Трава (0–0)         |
| Килим (0–0)         |

| Результат | В-П | Дата     | Турнір                   | Рівень    | Покриття | Партнер     | Суперники                | Рахунок  |
| --------- | --- | -------- | ------------------------ | --------- | -------- | ----------- | ------------------------ | -------- |
| Поразка   | 0–1 | Тра 2017 | Istanbul Open, Туреччина | Серія 250 | Ґрунт    | Туна Алтуна | Роман Єбави Їржі Веселий | 0–6, 0–6 |

## Титули ATP Челленджер і ITF Ф'ючерс

### Парний розряд: 39
| Легенда             |
| ATP Челленджер (16) |
| ITF Ф'ючерс (23)    |

| Титули за покриттям |
| ------------------- |
| Тверде (7)          |
| Ґрунт (30)          |
| Трава (0)           |
| Килим (1)           |

| Ранг | Дата     | Турнір                 | Рівень      | Покриття   | Партнер                    | Суперники                                  | Рахунок               |
| ---- | -------- | ---------------------- | ----------- | ---------- | -------------------------- | ------------------------------------------ | --------------------- |
| 1.   | Чер 2003 | Фінляндія F1           | Ф'ючерс     | Ґрунт      | Фабіо Коланджело           | Михайло Єлгін Іван Сиров                   | 7–5, 7–5              |
| 2.   | Вер 2003 | Італія F10             | Ф'ючерс     | Ґрунт      | Урос Віко                  | Фаррух Дустов Томас Ольцер                 | 6–2, 6–2              |
| 3.   | Лис 2003 | Аруба F1               | Ф'ючерс     | Тверде     | Стефан Робер               | Барт Бекс Паул Лоґтенс                     | 6–4, 6–0              |
| 4.   | Кві 2004 | Італія F4              | Ф'ючерс     | Ґрунт      | Фабіо Коланджело           | Віктор Брутанс Ігор Зеленай                | 6–4, 6–1              |
| 5.   | Тра 2004 | Італія F9              | Ф'ючерс     | Ґрунт      | Сімоне Ваньйоцці           | Родрігу Монті Марсіу Торріс                | 3–0 ret.              |
| 6.   | Тра 2004 | Італія F10             | Ф'ючерс     | Ґрунт      | Флавіо Чіполла             | Жуліо Сілва Рожеріу Дутра Сілва            | 6–4, 6–1              |
| 7.   | Чер 2004 | Італія F11             | Ф'ючерс     | Ґрунт      | Джанкарло Петраццуоло      | Флавіо Чіполла Франческо Піккарі           | 6–4, 6–4              |
| 8.   | Чер 2004 | Італія F12             | Ф'ючерс     | Килим      | Джанкарло Петраццуоло      | Алессандро да Коль Франческо Піккарі       | 1–0 ret.              |
| 9.   | Сер 2004 | Німеччина F14          | Ф'ючерс     | Ґрунт      | Євген Корольов             | Том Деннардт Роберт Яммер-Лур              | 7–6(7–5), 6–1         |
| 10.  | Сер 2004 | Франція F20            | Ф'ючерс     | Тверде (i) | Даніель Муньйос де ла Нава | Жиль Сімон Сіріль Спанеліс                 | 6–2, 6–2              |
| 11.  | Лис 2004 | КНР F1                 | Ф'ючерс     | Тверде     | Флавіо Чіполла             | Чжень Ді Шуон Мадден                       | 7–6(7–4), 6–1         |
| 12.  | Лис 2004 | КНР F3                 | Ф'ючерс     | Тверде     | Флавіо Чіполла             | Чжан Юй Чжу Беньцян                        | 7–6(7–3), 6–2         |
| 13.  | Бер 2005 | Італія F3              | Ф'ючерс     | Ґрунт      | Флавіо Чіполла             | Крістіан Бранді Сімоне Ваньйоцці           | 7–5, 6–4              |
| 14.  | Кві 2005 | Італія F9              | Ф'ючерс     | Ґрунт      | Флавіо Чіполла             | Дієґо Альварес Дієго Хункейра              | 6–3, 6–2              |
| 15.  | Чер 2005 | Словенія F2            | Ф'ючерс     | Ґрунт      | Венсан Бода                | Фотос Калліас Баштіан Кніттель             | 7–6(7–5), 6–1         |
| 16.  | Лип 2005 | Мантуя, Італія         | Челленджер  | Ґрунт      | Флавіо Чіполла             | Сальвадор Наварро Оскар Серрано            | 5–7, 6–3, 6–3         |
| 17.  | Бер 2006 | Велика Британія F3     | Ф'ючерс     | Тверде     | Даніель Муньйос де ла Нава | Жан-Франсуа Башло Айсам-уль-Хак Куреші     | 6–3, 6–4              |
| 18.  | Тра 2006 | Італія F16             | Ф'ючерс     | Ґрунт      | Дієґо Альварес             | Марко Груньйола Франческо Піккарі          | 7–6(7–4), 3–6, 6–1    |
| 19.  | Вер 2007 | Тоді, Італія           | Челленджер  | Ґрунт      | Даніеле Джорджині          | Енріко Бурці Стефано Гальвані              | 3–6, 7–5, [10–4]      |
| 20.  | Сер 2008 | Віго, Іспанія          | Челленджер  | Ґрунт      | Марко Груньйола            | Педро Клар Пабло Мартін-Адалія             | 6–3, 4–6, [10–4]      |
| 21.  | Вер 2008 | Неаполь, Італія        | Челленджер  | Ґрунт      | Леонардо Аццаро            | Ісмар Горчич Антоніо Майорано              | 6–7(5–7), 6–3, [10–7] |
| 22.  | Кві 2009 | Рим, Італія            | Челленджер  | Ґрунт      | Зімон Гройль               | Даніеле Браччалі Філіппо Воландрі          | 6–4, 7–5              |
| 23.  | Тра 2009 | Загреб, Хорватія       | Челленджер  | Ґрунт      | Петер Лучак                | Брендан Еванс Раян Світінг                 | 6–4, 6–4              |
| 24.  | Сер 2009 | Комо, Італія           | Челленджер  | Ґрунт      | Марко Груньйола            | Трет Х'юї Харш Манкад                      | 7–6(7–3), 6–2         |
| 25.  | Вер 2009 | Генуя, Італія          | Челленджер  | Ґрунт      | Даніеле Браччалі           | Амір Хадад Харел Леві                      | 6–4, 6–2              |
| 26.  | Лип 2010 | Орбетелло, Італія      | Челленджер  | Ґрунт      | Алессіо ді Мауро           | Нікола Мектич Іван Зовко                   | 6–2, 3–6, [10–3]      |
| 27.  | Сер 2010 | Італія F22             | Ф'ючерс     | Ґрунт      | Марко Груньйола            | Олів'є Шарруен Ромен Жуан                  | 3–6, 6–3, [10–8]      |
| 28.  | Бер 2011 | Марракеш, Марокко      | Челленджер  | Ґрунт      | Петер Лучак                | Джеймс Серретані Аділ Шамасдін             | 7–6(7–5), 7–6(7–3)    |
| 29.  | Кві 2011 | Рим, Італія            | Челленджер  | Ґрунт      | Мартін Кліжан              | Томас Фаббіано Вальтер Трузенді            | 7–6(7–3), 6–4         |
| 30.  | Лип 2011 | Сан-Бенедетто, Італія  | Челленджер  | Ґрунт      | Алессіо ді Мауро           | Даніеле Джорджині Стефано Травалья         | 7–6(7–5), 4–6, [10–7] |
| 31.  | Кві 2012 | Неаполь, Італія        | Челленджер  | Ґрунт      | Лауринас Грігеліс          | Раміз Джунейд Ігор Зеленай                 | 6–4, 6–4              |
| 32.  | Кві 2013 | Італія F2              | Ф'ючерс     | Ґрунт      | Маттео Воланте             | Даніеле Джорджині Франческо Пікко          | 6–2, 6–3              |
| 33.  | Вер 2013 | Севілья, Іспанія       | Челленджер  | Ґрунт      | Стефан Робер               | Стефан Франсен Веслі Колгоф                | 7–5, 7–5              |
| 34.  | Гру 2013 | Туреччина F47          | Ф'ючерс     | Тверде     | Веслі Колгоф               | Жульєн Обрі Енцо Пі                        | 6–4, 4–6, [10–7]      |
| 35.  | Лип 2014 | Оберштауфен, Німеччина | Челленджер  | Ґрунт      | Веслі Колгоф               | Раду Албот Матеуш Ковальчик                | 7–6(9–7), 6–3         |
| 36.  | Сер 2016 | Фано, Італія           | Челленджер  | Ґрунт      | Ріккардо Гедін             | Лукас Мідлер Марк Верворт                  | 6–4, 6–4              |
| 37.  | Лис 2017 | Італія F36             | Ф'ючерс     | Ґрунт      | Андреа Вавассорі           | Марк Форнель Местрес Фред Жіл              | 3–6, 6–4, [10–8]      |
| 38.  | Бер 2018 | Греція F2              | Ф'ючерс     | Тверде     | Андреа Гверрієрі           | Джонатан Ґрей Люк Джонсон                  | 7–5, 6–3              |
| 39.  | Лип 2021 | Італія F6              | Ф'ючерс M25 | Ґрунт      | Джуліан Оклеппо            | Матеус Пусінеллі де Алмейда Педру Сакамото | 6–3, 6–2              |

## Досягнення в парному розряді
| W | Ф | ПФ | ЧФ | #Р | КТ | К# | DNQ | A | NH |

Актуально станом на завершення Ecuador Open Quito 2018.
| Турнір                                 | 2003  | 2004  | 2005  | 2006  | 2007  | 2008  | 2009  | 2010  | 2011  | 2012  | 2013  | 2014  | 2015  | 2016  | 2017  | 2018  | SR    | В-П   |
| -------------------------------------- | ----- | ----- | ----- | ----- | ----- | ----- | ----- | ----- | ----- | ----- | ----- | ----- | ----- | ----- | ----- | ----- | ----- | ----- |
| Турніри Великого шлему                 |       |       |       |       |       |       |       |       |       |       |       |       |       |       |       |       |       |       |
| Відкритий чемпіонат Австралії з тенісу |       |       |       |       |       |       |       |       |       |       |       |       |       |       |       |       | 0 / 0 | 0–0   |
| Відкритий чемпіонат Франції з тенісу   |       |       |       |       |       |       |       |       | 1р    |       |       |       |       |       |       |       | 0 / 1 | 0–1   |
| Вімблдонський турнір                   |       |       |       | К1р   |       |       | 1р    | К1р   | 1р    |       |       |       | К1р   |       |       |       | 0 / 2 | 0–2   |
| Відкритий чемпіонат США з тенісу       |       |       |       |       |       |       |       |       |       |       |       |       |       |       |       |       | 0 / 0 | 0–0   |
| Загальна статистика                    |       |       |       |       |       |       |       |       |       |       |       |       |       |       |       |       |       |       |
| Титули / Фінали                        | 0 / 0 | 0 / 0 | 0 / 0 | 0 / 0 | 0 / 0 | 0 / 0 | 0 / 0 | 0 / 0 | 0 / 0 | 0 / 0 | 0 / 0 | 0 / 0 | 0 / 0 | 0 / 0 | 0 / 1 | 0 / 0 | 0 / 1 | 0 / 1 |
| Разом виграшів–поразок                 | 0–0   | 0–0   | 0–1   | 0–2   | 0–0   | 1–2   | 0–3   | 1–3   | 0–5   | 1–2   | 0–0   | 0–0   | 0–2   | 0–1   | 3–2   | 2–1   | 8–24  | 8–24  |
| Рейтинг на кінець року                 | 243   | 209   | 145   | 124   | 123   | 127   | 94    | 149   | 124   | 154   | 145   | 147   | 157   | 154   | 165   |       | 25%   | 25%   |